# Olymskij
Olymskij (rusky Олымский) je sídlo městského typu v kastornojevském okrese v Kurské oblasti v evropské části Ruska. Žije zde 2 256 obyvatel (2021).

## Geografie
Olymskij leží na řece Olym (povodí Donu), čtyři kilometry jižně od okresního centra Kastornoje.

## Historie
V roce 1899 byl mezi železniční tratí Kursk-Voroněž a řekou Olym postaven cukrovar (později nazývaný Olymský cukrovar). V roce 1900 vznikla v okolí cukrovaru vesnice Olymskij, která se díky strategické poloze v blízkosti železnice rychle rozrůstala a stala se důležitým překladištěm zemědělských produktů. V průběhu druhé světové války byla osada obsazena německou armádou.
V roce 1965 se Olymskij stal sídlem městského typu.

## Památníky
- Na masovém hrobě je 83 sovětských vojáků, kteří zemřeli v letech 1941 až 1943 v obci, je socha sovětského vojáka.